# Cryptandra monticola
Cryptandra monticola là một loài thực vật có hoa trong họ Táo. Loài này được Rye & Trudgen mô tả khoa học đầu tiên năm 1995.